# Concours féminin de trampoline aux Jeux olympiques d'été de 2020
Pour un article plus général, voir Trampoline aux Jeux olympiques d'été de 2020.
Navigation
Rio de Janeiro 2016 Paris 2024
Le concours féminin de trampoline des Jeux olympiques d'été de 2020 organisés à Tokyo (Japon), se déroule au Centre de gymnastique d'Ariake le 30 juillet 2021.

## Format
Lors des qualifications, chaque trampoliniste doit effectuer deux routines, une routine imposée et une routine libre, la note obtenue est la moyenne de ces deux routines. Les compteurs sont remis à zéro pour la finale, qui ne prend pas en compte les notes des qualifications. Les 8 meilleurs trampolinistes sont qualifiées pour la finale. Il ne peut y avoir que deux athlètes par délégation.
Au cas où une trampoliniste ne pourrait se présenter à la finale, deux remplaçantes sont prévues lors des qualifications.
Lors de la finale, les trampolinistes ne présentent qu'une seule routine.

## Qualifications[1]
| Rang | Athlète             | Pays                       | Routine | Difficulté | Exécution | Temps de vol | Déplacement horizontal | Pénalité | Notes       | Total   | Qualification |
| ---- | ------------------- | -------------------------- | ------- | ---------- | --------- | ------------ | ---------------------- | -------- | ----------- | ------- | ------------- |
| 1    | Liu Lingling        | Chine                      | Imposée | 5.400      | 18.300    | 16.755       | 9.700                  |          | 50.155 (1)  | 105.470 | Q             |
| 1    | Liu Lingling        | Chine                      | Libre   | 14.400     | 15.400    | 15.715       | 9.800                  |          | 55.315 (4)  | 105.470 | Q             |
| 2    | Zhu Xueying         | Chine                      | Imposée | 5.000      | 18.700    | 16.375       | 9.500                  |          | 49.575 (2)  | 105.300 | Q             |
| 2    | Zhu Xueying         | Chine                      | Libre   | 14.800     | 16.200    | 15.325       | 9.400                  |          | 55.725 (2)  | 105.300 | Q             |
| 3    | Bryony Page         | Grande-Bretagne            | Imposée | 5.000      | 18.000    | 16.550       | 9.300                  |          | 48.850 (3)  | 104.660 | Q             |
| 3    | Bryony Page         | Grande-Bretagne            | Libre   | 15.000     | 15.800    | 15.610       | 9.400                  |          | 55.810 (1)  | 104.660 | Q             |
| 4    | Rosannagh MacLennan | Canada                     | Imposée | 4.800      | 18.100    | 16.540       | 9.400                  |          | 48.840 (4)  | 104.435 | Q             |
| 4    | Rosannagh MacLennan | Canada                     | Libre   | 14.900     | 15.500    | 15.695       | 9.500                  |          | 55.595(3)   | 104.435 | Q             |
| 5    | Megu Uyama          | Japon                      | Imposée | 5.400      | 17.700    | 16.205       | 9.400                  |          | 48.705 (5)  | 103.585 | Q             |
| 5    | Megu Uyama          | Japon                      | Libre   | 14.000     | 15.900    | 15.480       | 9.500                  |          | 54.880 (6)  | 103.585 | Q             |
| 6    | Susana Kochesok     | Comité olympique de Russie | Imposée | 5.200      | 17.400    | 16.570       | 9.100                  | -0.400   | 47.870 (9)  | 102.790 | Q             |
| 6    | Susana Kochesok     | Comité olympique de Russie | Libre   | 14.400     | 15.800    | 15.720       | 9.000                  |          | 54.920 (5)  | 102.790 | Q             |
| 7    | Nicole Ashinger     | États-Unis                 | Imposée | 5.000      | 17.400    | 16.325       | 9.600                  |          | 48.325 (8)  | 102.110 | Q             |
| 7    | Nicole Ashinger     | États-Unis                 | Libre   | 14.300     | 15.000    | 15.585       | 9.100                  | -0.200   | 53.785 (8)  | 102.110 | Q             |
| 8    | Dafne Navarro Loza  | Mexique                    | Imposée | 5.100      | 16.900    | 15.385       | 9.300                  |          | 46.685 (13) | 99.850  | Q             |
| 8    | Dafne Navarro Loza  | Mexique                    | Libre   | 14.200     | 15.000    | 14.965       | 9.000                  |          | 53.165 (9)  | 99.850  | Q             |
| 9    | Malak Hamza         | Égypte                     | Imposée | 3.800      | 16.200    | 15.725       | 9.500                  |          | 45.225 (14) | 94.720  | R1            |
| 9    | Malak Hamza         | Égypte                     | Libre   | 10.000     | 15.100    | 14.995       | 9.400                  |          | 49.495 (10) | 94.720  | R1            |
| 10   | Madaline Davidson   | Australie                  | Imposée | 4.900      | 17.000    | 16.270       | 9.700                  |          | 47.870 (9)  | 93.140  | R2            |
| 10   | Madaline Davidson   | Australie                  | Libre   | 12.300     | 11.700    | 13.270       | 8.000                  |          | 45.270 (11) | 93.140  | R2            |
| 11   | Iana Lebedeva       | Comité olympique de Russie | Imposée | 5.500      | 17.900    | 16.315       | 8.900                  |          | 48.615 (6)  | 71.805  | NQ            |
| 11   | Iana Lebedeva       | Comité olympique de Russie | Libre   | 6.300      | 6.600     | 6.690        | 3.600                  |          | 23.190 (12) | 71.805  | NQ            |
| 12   | Léa Labrousse       | France                     | Imposée | 0.700      | 5.500     | 5.015        | 2.800                  |          | 14.015 (16) | 68.085  | NQ            |
| 12   | Léa Labrousse       | France                     | Libre   | 14.600     | 14.800    | 15.170       | 9.500                  |          | 54.070 (7)  | 68.085  | NQ            |
| 13   | Hikaru Mori         | Japon                      | Imposée | 4.800      | 17.000    | 16.350       | 9.200                  |          | 47.350 (11) | 63.775  | NQ            |
| 13   | Hikaru Mori         | Japon                      | Libre   | 4.800      | 4.100     | 4.825        | 2.600                  |          | 16.425 (13) | 63.775  | NQ            |
| 14   | Samantha Smith      | Canada                     | Imposée | 5.000      | 17.600    | 16.135       | 9.600                  |          | 48.335 (7)  | 59.545  | NQ            |
| 14   | Samantha Smith      | Canada                     | Libre   | 3.400      | 2.800     | 3.310        | 1.700                  |          | 11.210 (15) | 59.545  | NQ            |
| 15   | Laura Gallagher     | Grande-Bretagne            | Imposée | 5.200      | 17.000    | 16.135       | 8.900                  |          | 47.235 (12) | 53.335  | NQ            |
| 15   | Laura Gallagher     | Grande-Bretagne            | Libre   | 2.000      | 1.600     | 1.700        | 0.800                  |          | 6.100 (16)  | 53.335  | NQ            |
| 16   | Jessica Pickering   | Australie                  | Imposée | 1.600      | 6.400     | 6.340        | 3.500                  |          | 17.840 (15) | 34.190  | NQ            |
| 16   | Jessica Pickering   | Australie                  | Libre   | 4.900      | 4.200     | 4.650        | 2.600                  |          | 16.350 (14) | 34.190  | NQ            |

| Légende :                                          | Légende :                                                    | Légende :              |
| -------------------------------------------------- | ------------------------------------------------------------ | ---------------------- |
| - Q = Qualifié - DNS (Did Not Start) = Non partant | - NQ = Non Qualifié - DNF (Did Not Finish) = N'a pas terminé | - R1, R2 = Remplaçants |

## Finale[2]
| Rang               | Athlète             | Pays                       | Difficulté | Exécution | Temps de vol | Déplacement horizontal | Pénalité | Total  |
| ------------------ | ------------------- | -------------------------- | ---------- | --------- | ------------ | ---------------------- | -------- | ------ |
| Médaille d'or      | Zhu Xueying         | Chine                      | 15.000     | 16.800    | 15.435       | 9.400                  |          | 56.635 |
| Médaille d'argent  | Liu Lingling        | Chine                      | 15.000     | 16.000    | 16.250       | 9.100                  |          | 56.350 |
| Médaille de bronze | Bryony Page         | Grande-Bretagne            | 15.000     | 15.800    | 15.535       | 9.400                  |          | 55.735 |
| 4                  | Rosannagh MacLennan | Canada                     | 14.900     | 15.600    | 15.760       | 9.200                  |          | 55.460 |
| 5                  | Megu Uyama          | Japon                      | 14.000     | 16.000    | 15.355       | 9.300                  |          | 54.655 |
| 6                  | Nicole Ashinger     | États-Unis                 | 14.300     | 15.300    | 15.450       | 9.300                  |          | 54.350 |
| 7                  | Susana Kochesok     | Comité olympique de Russie | 14.400     | 15.300    | 15.590       | 9.000                  |          | 54.290 |
| 8                  | Dafne Navarro Loza  | Mexique                    | 12.800     | 13.900    | 13.645       | 8.000                  |          | 48.345 |